# Mario Molegraaf
Mario Molegraaf (28 augustus 1960) is een Nederlandse auteur en vertaler. Vanaf 1978 deelde hij het leven met de eind 2001 overleden schrijver Hans Warren.

## Samenwerking met Hans Warren
Hun gemeenschappelijke belangstelling voor de Griekse literatuur leidde tot een aantal (vertaal)projecten zoals de Spiegel van de Griekse poëzie van Oudheid tot heden en een uitgave met het werk van Nobelprijswinnaar Yorgos Seferis. In 2013 werd hun laatste werk, hun weergave van de gedichten van Konstantínos Kaváfis, uitgebracht als De onvoltooide gedichten. In 2018 verscheen de herziene vijfde editie van dat boek.
Ze maakten ook een vertaling van de vier evangeliën. Vanaf 1994 verscheen hun uitgave van het complete proza van Plato. Na het overlijden van Hans Warren zette Molegraaf deze vertaling alleen voort, in 2008 verscheen de zeventiende en laatste aflevering. 
Daarnaast stelden zij vele jaren Meulenhoffs poëziekalender samen. De edities voor 2003 en 2004 zijn alleen door Mario Molegraaf gemaakt.
Hij bezorgde nagelaten werk van Warren, zoals de niet door de auteur zelf gepubliceerde delen van het Geheim dagboek. In 2009 richtte Molegraaf voor de Zeeuwse Bibliotheek een overzichtstentoonstelling in over leven en werk van Hans Warren en maakte hij in samenwerking met Caroline van Santen voor het Zeeuws Museum de expositie (met bijbehorende catalogus) Verre werelden over Warrens kunstverzameling.
Sinds 2014 werkt Molegraaf aan de biografie van Hans Warren, waarvan op diverse plaatsen al voorproefjes te lezen waren. In 2004 schonk hij de uitgebreide literaire nalatenschap van Hans Warren aan de Zeeuwse Bibliotheek.

## Andere vertalingen
In 2006 bezorgde en vertaalde hij (samen met Patrick Castelijns) de roman Les bohémiens, een vergeten meesterwerk van A.G.L. de Pelleport (1754-1807). Verder werd uit het Frans door hem proza van Alain-Fournier en Anna Gavalda vertaald.
Hij vertaalde enkele boeken van de Britse auteur Doris Lessing, winnares van de Nobelprijs voor de Literatuur 2007. Andere door hem vertaalde Engelstalige auteurs zijn onder meer Sebastian Faulks, James Frey, Tom Wolfe.
Daarnaast vertaalde en bewerkte hij non-fictie, zoals de Huizinga-lezingen van Christopher Bayly, Lisa Jardine en Simon Schama, en de biografie over Vincent van Gogh door Steven Naifeh en Gregory White Smith. Veel belangstelling was er in 2015 voor zijn vertaling van New Grub Street, de roman van George Gissing, maar de meeste aandacht trok zijn weergave van Hitlers Mein Kampf voor de in 2018 verschenen wetenschappelijke editie.